# Muja (jacaré)

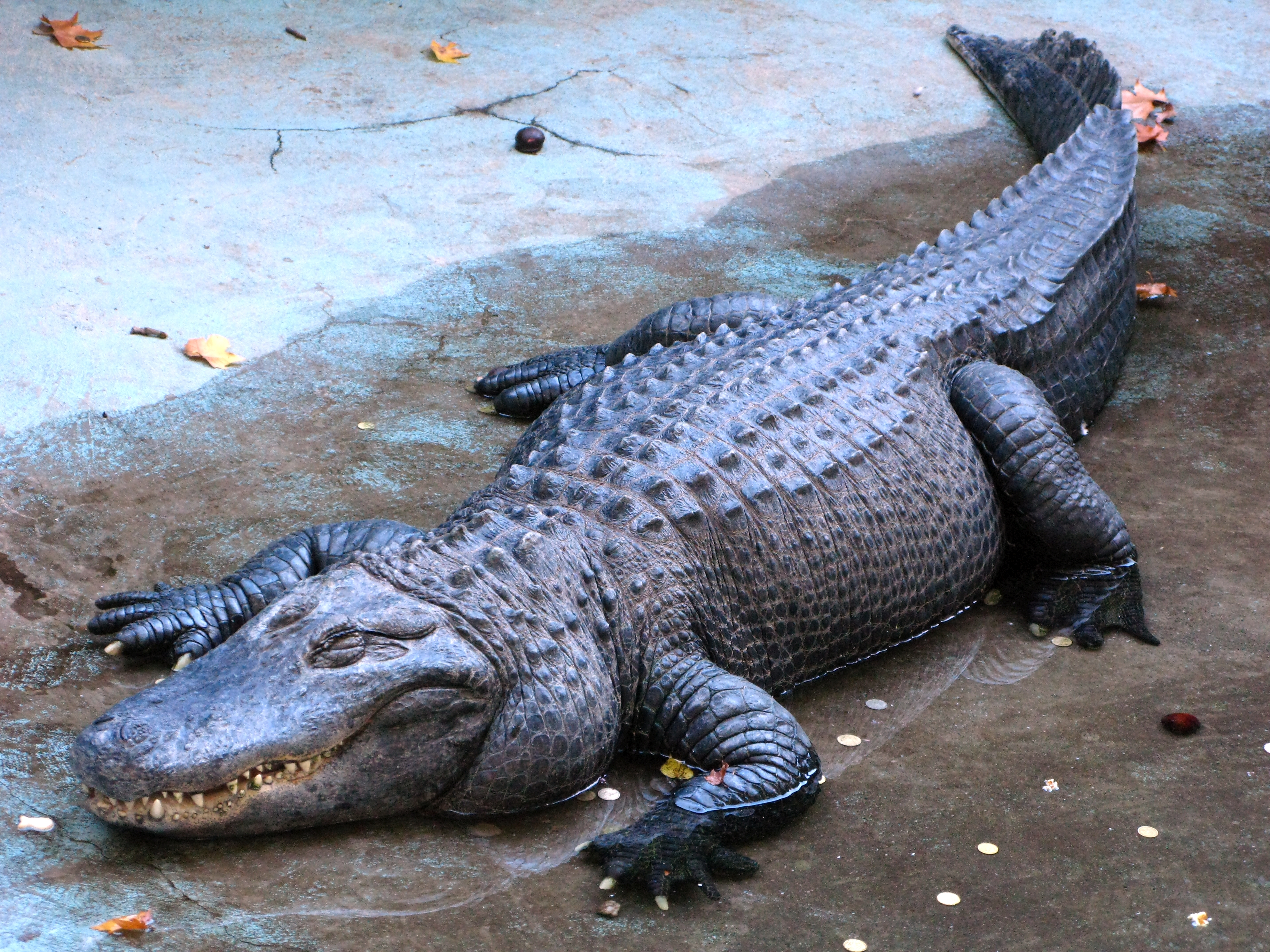
Muja em 2010.

Muja /ˈmuːjə/, é um jacaré americano que reside no Belgrado Zoo na Sérvia, tem sido descrito como o mais antigo jacaré vivo do mundo. Ele se tornou potencialmente o crocodilo americano mais antigo do mundo em cativeiro quando outro de sua espécie, Saturno, morreu no zoológico de Moscou em 2020.

## História
Muјa chegou a Belgrado com outro crocodilo, sua companheira, em 12 de setembro de 1936, na Alemanha. Na época em que ele chegou, ele já era um adulto, então presume-se que ele nasceu antes de 1936. Ele sobreviveu à Segunda Guerra Mundial, durante a qual o Zoológico foi quase completamente destruído, e ao bombardeio da OTAN na Iugoslávia em 1999.[carece de fontes?]

Em 2012, ele foi submetido a uma cirurgia bem-sucedida para amputar parte de sua perna depois que foi diagnosticado com gangrena.[carece de fontes?] Fora isso, Muja é saudável. Ele é alimentado com 5-6 kg de carne uma vez por semana que ele come junto com os ossos, que são bons para os dentes e para os níveis de cálcio.